# Kardynałowie z nominacji Mikołaja IV
Mikołaj IV (1288–1292) mianował sześciu nowych kardynałów na jednym konsystorzu 16 maja 1288.

## Konsystorz 16 maja 1288
1. Bernardo Berardi, biskup Osimo – kardynał biskup Palestriny, zm. 5 sierpnia 1291
2. Hugues Aycelin OP – kardynał prezbiter S. Sabina, następnie kardynał biskup Ostia e Velletri (sierpień 1294), zm. 28 grudnia 1297
3. Matteo d’Acquasparta OFM, generał zakonu franciszkanów – kardynał prezbiter S. Lorenzo in Damaso, następnie kardynał biskup Porto e S. Rufina (22 września 1291), zm. 28 października 1302
4. Pietro Peregrossi, wicekanclerz św. Kościoła Rzymskiego – kardynał diakon S. Giorgio in Velabro, następnie kardynał prezbiter S. Marco (18 grudnia 1288), zm. 1 sierpnia 1295
5. Napoleone Orsini Frangipani – kardynał diakon S. Adriano, zm. 23 marca 1342
6. Pietro Colonna – kardynał diakon S. Eustachio; ekskomunikowany 10 maja 1297, następnie kardynał diakon bez tytułu (15 grudnia 1305) i kardynał diakon S. Angelo (2 marca 1317), zm. 7 stycznia 1326